# 올 오브 어스 스트레인저스
《올 오브 어스 스트레인저스》(영어: All of Us Strangers)는 2023년 개봉한 영국의 로맨틱 판타지 영화이다. 앤드루 헤이그 감독이 연출했고, 앤드루 스콧, 폴 메스컬, 제이미 벨, 클레어 포이가 출연했다.
야마다 다이치의 소설 《이인들과의 여름》(일본어: 異人たちとの夏, 영어: Strangers)을 바탕으로 한다. 오바야시 노부히코 감독의 1988년작 영화 《이방인과 보낸 여름》(일본어: 異人たちとの夏, 영어: The Discarnates)에 이은 두 번째 영상화 작품이다.

## 줄거리
외로운 TV 드라마 작가 아담은 런던에서 고립된 삶을 살고 있다. 어느 날, 그는 자신의 아파트 건물에서 술에 취한 이웃 해리를 만나게 된다. 해리는 아담에게 호감을 보이며 하룻밤을 함께 보내고 싶어 하지만, 아담은 망설이다가 거절한다.
글을 쓰기 시작한 아담은 어린 시절을 보냈던 교외의 빈 집을 방문한다. 그곳에서 그는 수십 년 전 교통사고로 사망한 부모님을 다시 만나게 된다. 아담은 부모님과 저녁 식사를 하고 다시 방문할 것을 약속한다. 아파트로 돌아온 아담은 엘리베이터 앞에서 해리를 다시 만난다. 이전의 거절을 후회한 아담은 해리의 감정에 응답하고 둘은 열정적인 관계로 발전한다. 아담은 해리 또한 가족과 거리를 두고 있다는 사실을 알게 되고, 두 사람은 함께 삶을 만들어 나간다.
아담은 이후에도 부모님을 여러 번 만난다. 어머니와의 대화에서 자신의 성 정체성을 밝히고, 어머니는 아들이 게이라는 사실에 약간의 불편함을 느끼지만 결국 받아들인다. 아버지와의 만남에서는 어린 시절 따돌림당했던 것에 대해 아버지의 침묵에 상처받았음을 이야기하고, 두 사람은 눈물을 흘리며 화해한다.
아담과 해리의 관계가 깊어지면서 두 사람은 클럽에서 많은 시간을 보내고 함께 약물을 한다. 어느 날 밤, 아담은 정신을 잃었다가 깨어나 크리스마스 분위기로 꾸며진 부모님 집으로 돌아온다. 세 사람은 함께 크리스마스 트리를 장식하고 행복하게 크리스마스를 축하한다. 잠들지 못하던 아담은 부모님 침대에 들어가 어머니에게 어머니 사후 할머니와 지내야 했던 경험을 이야기하고, 어머니는 안타까워한다. 그리고 아담은 다시 해리와의 삶으로 돌아온다.
아담은 지하철에서 깨어나 옆 칸에 있는 해리를 보지만, 해리는 차갑게 외면한다. 순간 아담은 지하철 창문에 비친 어린 자신의 절규하는 모습을 본다. 현실에서 아담은 침대에서 울며 깨어나고, 해리는 아담이 발작을 일으킨 클럽에서 그를 데려왔다는 것을 알게 된다. 아담은 부모님의 죽음에 대한 상세한 기억을 이야기한다. 아버지는 사고로 즉사했지만, 어머니는 며칠 동안 병원에 있었고, 할머니가 아담을 어머니에게 데려가지 않았다는 사실이 그를 괴롭히고 있었던 것이다.
아담은 해리를 데리고 부모님을 만나러 간다. 해리는 아담의 행동에 불안함을 느끼지만, 그들이 도착한 집은 비어 있다. 해리는 아담의 정신 상태를 걱정하며 떠나자고 하지만, 창문 너머로 아담의 어머니가 그들을 바라보는 모습이 보인다. 아담은 문을 두드리고 유리가 깨진다. 다음 날 아침, 아담은 부모님과 함께 깨어나고, 부모님은 해리가 집으로 돌아갔다고 말한다. 그들은 아담에게 행복을 찾기 위해서는 자신들을 떠나보내고 해리와 함께 앞으로 나아가야 한다고 말한다. 세 사람은 아담이 가장 좋아하던 식당에서 마지막 식사를 하고, 아담은 부모님의 죽음에 대한 진실을 이야기한다. 부모님은 안심하며 아담과 서로의 사랑을 확인한 후 사라진다.
부모님을 떠나보내기로 한 아담은 해리를 만나러 간다. 해리의 집은 지저분하고 악취가 풍겼다. 아담은 해리가 처음 만났을 때 들고 있던 위스키 병을 든 채 죽어있는 것을 발견한다. 해리는 이미 죽은 존재였고, 그의 부모님처럼 유령이었던 것이다. 방 밖에서 해리의 유령은 자신의 시신을 아담이 본 것에 괴로워하며 울고 있지만, 아담은 해리를 안심시키고 함께 자신의 아파트로 돌아간다. 두 사람은 침대에 누워 서로를 안고, 아담이 음악을 틀자 해는 작은 빛이 되어 밤하늘의 별들 속으로 사라진다.

## 출연
- 앤드루 스콧 - 애덤
- 폴 메스컬 - 해리
- 제이미 벨 - 애덤의 아버지
- 클레어 포이 - 애덤의 어머니